# Shut up

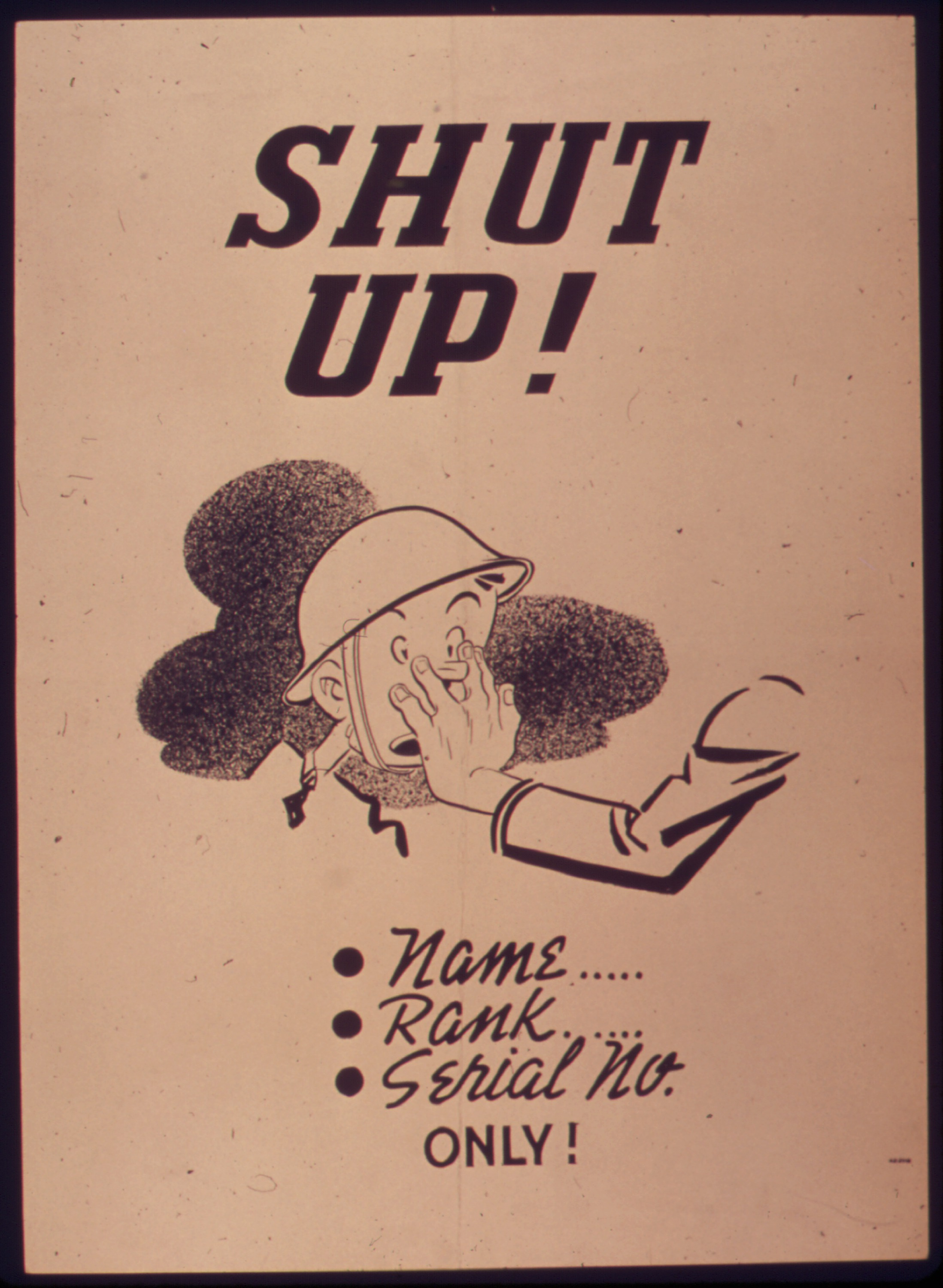
제2차 세계 대전 시기의 미국 육군 포스터로, 군인들이 전쟁 포로가 되었을 때 제네바 협약에 따라 의무적으로 제공해야 하는 정보를 안내하고 있다.

영어에서 "Shut up"(셧 업)은 말하는 등의 소음을 내거나 의사소통을 멈추라는 의미를 가진 "be quiet"(비 콰이어트)와 매우 비슷한 직접적인 명령어이지만, 일반적으로 더 강한 어조로 받아들여진다. 이 어구는 "너 입 다물어"로 번역되는 "shut up your mouth" 또는 "shut your mouth up"의 축약형으로 보인다. 일반적으로 무례하고 공손하지 않은 것으로 여겨진다.
변형으로 Shut the hell up, (Shut the) Fuck up도 있다. 이를 한국어로 해석하자면 각각 '입 닥쳐', '아가리 닥쳐'가 될 수 있다. 이는 각각 "shut your damn mouth up", "shut your fucking mouth up"의 축약형이 될 수 있는 것으로 보인다. 이 표현은 결국엔 욕설의 일종이 될 수 있다. 해석하자면 각각 "너 입 닥쳐", "너 아가리 닥쳐" 정도가 될 수 있다. Shut the hell up, (Shut the) Fuck up은 약어로 각각 STHU, (ST)FU라고 쓰이기도 한다. 이는 주로 인터넷상에서 쓰인다.

## 의미와 발전 과정
20세기 이전에는 "shut up"이라는 어구가 명령형으로 거의 사용되지 않았으며, 완전히 다른 의미를 지녔다. 누군가가 "shut up" 되었다는 것은 그들이 감금되었거나, 격리되었거나, 감옥에 갇혔다는 것을 의미했다. 예를 들어, 성경 흠정역 여러 구절에서는 제사장이 어떤 사람에게서 특정 질병의 증상이 있다고 판단하면 "제사장은 옴병이 있는 자를 7일 동안 격리해야 한다"고 지시한다. 이러한 의미는 사업체와 같은 것을 폐쇄한다는 의미로도 사용되었으며, "shut up your mouth"라는 더 긴 구절도 이러한 용례에서 비롯되었을 것이다.

한 출처는 다음과 같이 기술하고 있다.
"혀를 멈추다" 또는 "침묵을 강요하다"를 의미하는 "shut up"이라는 어구의 사용은 16세기로 거슬러 올라간다. 이러한 맥락에서 "shut up"이라는 어구가 등장하는 텍스트로는 셰익스피어의 《리어왕》, 디킨스의 《작은 도릿》, 키플링의 《병영 발라드》가 있다.
하지만 셰익스피어가 《리어왕》에서 사용한 이 어구는 2막 말미에서 문을 닫는다는 언급으로 제한되어 있으며, 리건과 콘월이 왕에게 "문을 닫으시오"라고 조언하는 장면에서 나타난다. 《작은 도릿》에서는 무언가를 닫는다는 이 어구의 초기 의미가 널리 사용되지만, 한 경우에서는 현대적 용법을 예고하는 방식으로 사용된다.
'Altro, altro! Not Ri-' Before John Baptist could finish the name, his comrade had got his hand under his chin and fiercely shut up his mouth.
'알트로, 알트로! 리-' 존 밥티스트가 이름을 끝맺기도 전에, 그의 동료는 손으로 그의 턱을 잡고 세게 입을 다물게 했다.
이 작품의 또 다른 부분에서는 "shut it up"이라는 어구가 어떤 문제의 해결을 나타내는 데 사용된다.
Now, I'll tell you what it is, and this shuts it up...
자, 내가 말해주지, 이걸로 끝이야...
《라우틀리지 역사 속어 사전》은 1858년의 속어에 관한 강연을 인용하며 "when a man... holds his peace, he shuts up."(사람이... 입을 다물 때, 그는 입을 닫는다)라고 언급했다고 기록한다. 1859년 무렵에는 이미 더 짧은 어구의 사용이 문학 작품에서 명시적으로 전달되었다.
A sneering infidel, who uses Scripture for a jest-book, raves about "cant," and retails and details every inconsistency, real or imaginary, that he hears respecting parsons and hypocrites, will be told to "shut up" for a few times; but will, if he persevere, make an impression on a workshop.
성경을 농담거리로 삼고 "허위"를 떠들어대며, 성직자들과 위선자들에 관해 듣는 모든 모순을, 실제이건 상상이건, 늘어놓고 자세히 설명하는 조소하는 불신자는 몇 번 "다물라"는 말을 듣게 될 것이다. 하지만 계속 고집을 부린다면 작업장에 어떤 인상을 남기게 될 것이다.
1888년의 한 출처는 이 어구를 셰익스피어의 《헛소동》에서 사용된 "우리의 속어 구절 '입 닥치다'와 거의 동등한 의미라고 하는 스페인어 구절 poeat palabrât('몇 마디 말')"(the Spanish phrase poeat palabrât, 'few words,' which is said to be pretty well the equivalent of our slang phrase 'shut up')과의 유사성으로 설명한다. 러디어드 키플링의 용례는 1892년에 출간된 그의 시 "젊은 영국 병사"에서 나타나는데, 신참 병사들에게 "자, 오늘 징집된 신병들아/입 좀 다물고 내 말 들어보게"(Now all you recruities what's drafted to-day,/You shut up your rag-box an' 'ark to my lay)라고 말하는 노련한 군인의 목소리로 표현되어 있다.

## 거부감
이 어구에 대한 거부감은 시간이 흐르면서 변화해 왔다. 예를 들어 1957년, 밀워키의 아침 라디오 진행자인 밥 "커피헤드" 라슨은 자신의 프로그램에서 "Mama Look at Bubu"라는 노래를 금지했는데, 이 노래에서 반복적으로 사용된 해당 어구가 그 시간대의 어린 청취자들에게 나쁜 본보기가 될 수 있다고 판단했기 때문이다. 1968년에는 호주 의회 본회의장에서 이 어구가 사용되었을 때 "'shut up'이라는 어구는 의회에서 쓸 수 있는 용어가 아닙니다. 이런 표현은 의회에서 들을 수 있는 종류의 것이 아닙니다"라는 질책을 받았다.

## 다른 의미
현대의 구어에서는 불신이나 심지어 놀라움을 표현하는 대안적 용법도 있다. 이러한 (더 공손한) 용법이 의도될 때는 놀라움을 표현하기 위해 약간의 어조 변화를 주어 말한다. 이 어구는 또한 말하는 사람이 명령의 대상에게 동시에 말하기를 요구할 때 아이러니한 방식으로 사용되기도 하는데, "shut up and answer the question"(입 다물고 질문에 대답하시오)과 같은 경우가 이에 해당한다. 이 어구를 희극적 효과를 위해 사용하는 것은 적어도 1870년대까지 거슬러 올라가는데, 《파이퍼맨의 곤경》이라는 짧은 소극의 주인공이 "Shut up; and answer plainly"(입 다물고 분명하게 대답하시오)라는 명령을 받는 장면이 있다. 1920년대로 거슬러 올라가는 또 다른 모순적인 용법으로는 "shut up and kiss me"(입 다물고 키스나 해)라는 구절이 있는데, 일반적으로 조급함과 애정을 동시에 표현한다.

## 같이 보기
- 포르 케 노 테 카야스
- 무음